# Henri Hélis
Hippolyte Étienne Hélie, dit Henri Hélis, né le 11 décembre 1872 à Romorantin (Loir-et-Cher) et mort le 15 janvier 1945 à Paris 17e, est un peintre, pastelliste et dessinateur français.

## Biographie
Il naît le 11 décembre 1872 à Romorantin (Loir-et-Cher) de Raoul Cléophas Hélie et de Marie Thérèse Rosalie Gervaise.
Élève du peintre et céramiste Ovide Scribe à Romorantin, il participe dans la section dessin à la 4e édition de l’exposition internationale de blanc et noir de 1890, où il présente Étude dans le parc de Beauvais. En janvier 1891, il est nommé secrétaire de la Société des artistes indépendants, organisation fondée en 1884 pour échapper à la sévérité du Salon, permettant aux artistes d’exposer sans validation par un jury de sélection.
À compter de 1892, il s’installe à Paris rue Vavin et participe aux cours du soir de l’École nationale des arts décoratifs dans les classes de dessin d’après la bosse et de composition d’ornements, ainsi qu’aux jours d’étude organisés par les musées nationaux, pour lesquels il est présenté par son maitre, Auguste Allongé, peintre spécialisé dans le dessin au fusain. Lors de sa première exposition au Salon des artistes français, en 1894, il présente un pastel : Coin de Mare. À compter de 1897, il intègre la société des artistes indépendants et expose régulièrement lors de leur salon annuel. L’année suivante, il remporte la médaille d’argent lors de l’exposition internationale d’Alençon. À compter de l’année 1899, il abandonne ses pastels pour présenter des peintures à l’huile, et notamment Une matinée à Cerny, dévoilée lors de la 15e exposition de la Société des artistes indépendants.
En 1903, il fonde aux côtés notamment de Jourdain, Cézanne et Guimard la société du Salon d’automne, pour laquelle il présente lors de la première exposition Canal à Bruges,. L’année suivante il intègre la société du Salon d'hiver et expose alors régulièrement dans le cadre de ce Salon, mais également au Salon des indépendants et au Salon d’automne.
En 1908, son tableau Brumes sur le Cher est acquis pour 200 francs par le Ministère de l’instruction publique et des beaux-arts, à la suite de son exposition lors de la 24e édition du Salon des indépendants, où il a été présenté aux côtés de Routes à Fontaine-en-Sologne, Cerisiers fleuris, Romorantin, Neige au bois de Boulogne, Lande,. L’année suivante il est nommé officier d’Académie.
Il meurt le 15 janvier 1945 à son domicile du 30 rue Vernier à Paris 17e. Il est inhumé au cimetière parisien de Pantin.

## Œuvres principales
- Une belle matinée à Cerny (1899)
- Marché de Bruges (1902)
- Cerisiers fleuris (1908)
- Le Cher à Bourré (1909)
- Brumes sur le Cher (1908)
- Paysage Breton (1920)
- Fête à Saint-Cloud (1921)
- Effet de neige sous un soleil couchant à Garches
- Le ballon des Ternes